# Un chien marchait sur le piano
Pour plus de détails, voir Fiche technique et Distribution.
Un chien marchait sur le piano (Шла собака по роялю, Chla sobaka po roïaliou) est un film soviétique réalisé par Vladimir Grammatikov, sorti en 1978.

## Fiche technique
- Titre : Un chien marchait sur le piano[1]
- Titre original : Шла собака по роялю (Chla sobaka po roïaliou)
- Réalisation : Vladimir Grammatikov
- Scénario : Viktoria Tokareva
- Photographie : Piotr Kataïev
- Musique : Alexeï Rybnikov
- Pays d'origine : URSS
- Format : Couleurs - 35 mm - Mono
- Genre : comédie
- Durée : 68 minutes
- Date de sortie : 1978

## Distribution
- Elena Kichtchik : Tania Kanareïkina
- Alexandre Fomine : Micha Sinitsyne
- Valeri Kislenko : Komarov
- Daria Maltchevskaïa : Veronika Kanareïkina
- Youri Katine-Iartsev : Tchij
- Elizaveta Nikichhtchikhina : Kanareïkina
- Vladimir Bassov : Pavel Gromov
- Leonid Kouravliov : Nikolaï Kanareïkine
- Lioudmila Khitiaïeva : Frossia
- Gueorgui Chtil : Efimov